# Соловьёв, Николай Васильевич (контр-адмирал)
Никола́й Васи́льевич Соловьёв (1923—1975) — советский военно-морской деятель, контр-адмирал (1967). Командующий 7-й оперативной эскадрой ВМФ СССР (1969—1973).

## Биография
Родился 8 ноября 1923 года в деревне Волнога (ныне — Калязинского района) Тверской губернии в крестьянской семье.
С июля 1941 года после начала Великой Отечественной войны призван в ряды ВМФ СССР и после прохождения краткосрочных курсов при Военно-морском пограничном училище НКВД СССР направлен в действующую армию — воевал на Ленинградском фронте в составе отдельного батальона ВМПУ НКВД СССР.
С 1945 года после окончания Каспийского высшего военно-морского Краснознамённого училища имени С. М. Кирова — командир артиллерийской и минно-торпедной БЧ тральщика «Т-589» 7-го отдельного десантного отряда Тихоокеанского флота. принимал участие в Советско-японской войне, участник освобождения Курильских островов и Южного Сахалина от японских войск.
С 1946 по 1948 годы — командир артиллерийской и минно-торпедной БЧ тральщика «Т-596». С 1948 года — командир тральщика «Т-595» 12-го отдельного десантного отряда Владимир-Ольгинской военно-морской базы. С 1949 года — командир десантного корабля «ДК-32» 1-й группы отдельного отряда десантных кораблей 5-й оперативной  эскадры ВМФ. С 1950 года — старший помощник командира эсминца «Расторопный» 5-й оперативной эскадры ВМФ. С 1953 года — командир эсминца «Рьяный» 179-й БЭМ эскадры кораблей Тихоокеанского флота. С 1954 года — командир эскадренного миноносца «Возмущённый» 80-й БСРК Тихоокеанского флота. С 1955 года — старший  помощник командира, с 1957 по 1959 годы — командир крейсера «Петропавловск» 15-й дивизии крейсеров Тихоокеанского флота.
В 1962 году окончил с золотой медалью Военно-морскую ордена Ленина академию. С 1962 года — начальник штаба, с 1966 по 1969 годы — командир 2-й дивизии противолодочных кораблей Северного флота. 
С 1969 по 1973 годы — командующий 7-й оперативной эскадрой ВМФ СССР.
С 1974 года — начальник Отдела подготовки надводных кораблей и подводных лодок — заместитель начальника Управления боевой подготовки Главного штаба ВМФ СССР. 
Умер 3 сентября 1975 года при исполнении служебных обязанностей. Похоронен на Кунцевском кладбище в Москве.

## Награды
- Орден Красного Знамени (1971)
- Два ордена Красной Звезды (1945, 1955)
- Орден «За службу Родине в Вооружённых Силах СССР» III степени (1975)